# Asante Samuel
Asante Samuel (* 6. Januar 1981 in Fort Lauderdale, Florida) ist ein ehemaliger US-amerikanischer American-Football-Spieler auf der Position des Cornerbacks. Er spielte in der National Football League (NFL) für die New England Patriots, die Philadelphia Eagles und die Atlanta Falcons. Mit den Patriots gewann Samuel zweimal den Super Bowl. Er wurde viermal in den Pro Bowl gewählt und verzeichnete in den Spielzeiten 2006 und 2009 jeweils die meisten Interceptions.

## College
Asante Samuel besuchte die University of Central Florida und spielte im hiesigen Footballteam College Football für die UCF Knights. Insgesamt schaffte er dort 127 Tackles, acht Interceptions und brach mit 38 abgewehrten Pässen den Schulrekord. Auf der Position des Punt-Returners kam er auf 673 Yards bei 63 Punts und schaffte somit rund elf Yards pro Punt.

## NFL

### New England Patriots
Samuel wurde 2003 in der vierten Runde von den New England Patriots gedraftet. Am 3. Spieltag seiner Rookiesaison gelang ihm im Spiel gegen die New York Jets seine erste Interception in der NFL, die er zu einem Touchdown in die gegnerische Endzone zurücktragen konnte. Zuvor war Samuel für den verletzten Ty Law eingewechselt worden. Samuel wurde als NFL Rookie of the Week ausgezeichnet.
In seiner Rookiesaison sah er als dritter Cornerback hinter Law und Tyrone Poole nur begrenzte Einsatzzeit und wurde als Nickelback eingesetzt. Mit den Patriots gewann er den Super Bowl XXXVIII. Durch verletzungsbedingte Ausfälle der zwei Stamm-Cornerbacks wurde Samuel während der Saison 2004 zum Starter. Zudem stand er im Super Bowl XXXIX als Stammspieler der Defense auf dem Feld und konnte diesen mit 24:21 gegen die Philadelphia Eagles gewinnen.
In der Saison 2006 erregte er mit seinen Leistungen besonderes Aufsehen. Ihm gelangen zehn Interceptions, zusammen mit Champ Bailey von den Denver Broncos die meisten dieser Saison, und die zweitmeisten in der Vereinsgeschichte der Patriots. Höhepunkt war das Spiel gegen die Chicago Bears, in welchem ihm drei Interceptions gelangen. In den Play-offs konnte er zwei Touchdowns nach Interceptions erzielen.
Vor der Saison 2007 belegten die Patriots Samuel mit dem Franchise Tag. Er beendete die Saison mit sechs Interceptions und einem Touchdown. Zusätzlich wurde er in den Pro Bowl gewählt und führte die Patriots in den Super Bowl XLII, wo sie allerdings an den New York Giants scheiterten. Dabei verpasste Samuel kurz vor Ende der Partie eine mögliche spielentscheidende Interception.

### Philadelphia Eagles
Mit Beginn der Saison 2008 wurde Samuel Free Agent. Er unterschrieb einen Sechs-Jahres-Vertrag über 57 Millionen US-Dollar, davon 20 Millionen garantiert, bei den Philadelphia Eagles.
Sein Teamdebüt gab er am 7. September gegen die St. Louis Rams. Am 4. Januar 2009 stellte Samuel den NFL-Rekord für die meisten Pick Six in den Play-offs auf, als er gegen die Minnesota Vikings seine vierte Interception in der Postseason zu einem Touchdown zurücktrug.
In seinen ersten drei Saisons in Philadelphia wurde Samuel in den Pro Bowl gewählt.

### Atlanta Falcons

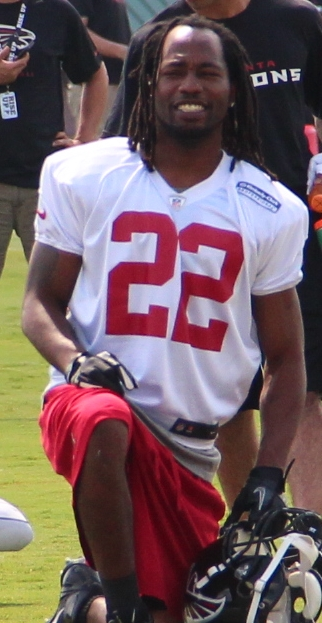
Samuel bei den Falcons (2013)

Am 25. April 2012 gaben die Eagles Samuel nach einer etwas schwächeren Saison mit drei Interceptions im Austausch gegen einen Siebtrundenpick an die Atlanta Falcons ab, um Cap Space zu sparen, nachdem sie sich zuvor mit den Pro Bowlern Nnamdi Asomugha und Dominique Rodgers-Cromartie verstärkt hatten. Dabei einigte sich Samuel auf eine Gehaltskürzung und unterschrieb einen neuen Dreijahresvertrag über 18,5 Millionen Dollar.
Am 5. Februar 2014 entließen die Falcons Samuel, nachdem er seinen Stammplatz während der Saison verloren hatte.

### NFL-Statistiken
| Saison                             | Saison | Spiele | Spiele      | Tackles | Tackles | Tackles | Tackles | Interceptions | Interceptions | Interceptions | Interceptions | Interceptions | Fumbles | Fumbles | Fumbles |
| Jahr                               | Team   | Spiele | als Starter | Gesamt  | Solo    | Att     | Sacks   | PD            | INT           | Yds           | Lng           | TD            | FF      | FR      | TD      |
| ---------------------------------- | ------ | ------ | ----------- | ------- | ------- | ------- | ------- | ------------- | ------------- | ------------- | ------------- | ------------- | ------- | ------- | ------- |
| 2003                               | NWE    | 16     | 1           | 34      | 29      | 5       | 0,0     | 9             | 2             | 55            | 55            | 1             | 0       | 0       | 0       |
| 2004                               | NWE    | 13     | 8           | 39      | 37      | 2       | 0,0     | 12            | 1             | 34            | 34            | 1             | 3       | 0       | 0       |
| 2005                               | NWE    | 15     | 15          | 54      | 44      | 10      | 0,0     | 16            | 3             | 15            | 15            | 0             | 0       | 0       | 0       |
| 2006                               | NWE    | 15     | 15          | 64      | 59      | 5       | 0,0     | 24            | 10            | 120           | 33            | 0             | 1       | 0       | 0       |
| 2007                               | NWE    | 16     | 14          | 46      | 43      | 3       | 0,0     | 18            | 6             | 89            | 42            | 1             | 0       | 0       | 0       |
| 2008                               | PHI    | 15     | 15          | 36      | 32      | 4       | 0,0     | 24            | 4             | 64            | 50            | 1             | 0       | 0       | 0       |
| 2009                               | PHI    | 16     | 16          | 40      | 39      | 1       | 0,0     | 16            | 9             | 117           | 37            | 0             | 1       | 1       | 0       |
| 2010                               | PHI    | 11     | 10          | 26      | 22      | 4       | 0,0     | 14            | 7             | 70            | 33            | 0             | 0       | 1       | 0       |
| 2011                               | PHI    | 14     | 14          | 34      | 30      | 4       | 0,0     | 10            | 3             | 53            | 20            | 1             | 1       | 1       | 0       |
| 2012                               | ATL    | 15     | 15          | 36      | 34      | 2       | 0,0     | 17            | 5             | 110           | 79            | 0             | 4       | 0       | 0       |
| 2013                               | ATL    | 11     | 10          | 30      | 29      | 1       | 0,0     | 4             | 1             | 1             | 1             | 6             | 1       | 0       | 0       |
| Gesamt                             | Gesamt | 157    | 133         | 439     | 398     | 41      | 0,0     | 164           | 51            | 728           | 79            | 6             | 7       | 3       | 0       |
| Quelle: pro-football-reference.com |        |        |             |         |         |         |         |               |               |               |               |               |         |         |         |

## Privates
Sein Sohn Asante Samuel Jr. spielte College Football für Florida State und wurde in der zweiten Runde des NFL Draft 2021 von den Los Angeles Chargers ausgewählt. Zudem hat Samuel fünf jüngere Töchter.